# Юлъялы
Юлъялы (мар. Йылйӓл: Йыл — Волга, йал — деревня) — село в Горномарийском районе Марий Эл Российской Федерации. Входит в состав Кузнецовского сельского поселения.
Численность населения — 143 чел. (2014 год).

## Географическое положение
Село Юлъялы расположено на правом берегу Волги на Чебоксарском водохранилище и на левом берегу реки Малый Сундырь в 6 км от села Кузнецово. Село входит в состав Кузнецовского сельского совета.

## Население
По состоянию на 1 января 2001 года, в селе Юлъялы было 69 дворов, в том числе 7 пустующих. Численность населения составляла 157 человек (65 мужчин и 92 женщины), из них:
- марийцев — 153 человека
- русских — 4 человека.

| 2002 | 2010 | 2014 |
| ---- | ---- | ---- |
| 175  | ↘137 | ↗143 |

## История
С XII века в этой местности в начале лета регулярно проводили крупную ярмарку «Торгица». Само село известно со времён Ивана Грозного. В архивных документах впервые упоминается в 1717 году как деревня Большие Юлъялы. В 1887 году после постройки церкви Юлъялам был присвоен статус села. В 1874 году в селе открылась первая школа братства Святого Гурия, а в 1886 году церковно-приходская школа.
С 1955 года село входит в состав Кузнецовского сельского совета.

## Описание
В селе 52 индивидуальных жилых дома. Имеется сельский дом культуры, сельская библиотека, фельдшерско-акушерский пункт, продуктовый магазин.. Село газифицировано в 2007 году.
Образование
- Юлъяльская начальная общеобразовательная школа

Экономика
В настоящее время часть населения работает в СПК «Кузнецовский», в самом селе имеется затон, в котором размещается база речников.